# U.S. Route 521
La U.S. Route 521 (US 521) est une US Route auxiliaire de la US 21 parcourant 177,30 miles (285,30 km) depuis Georgetown, Caroline du Sud jusqu'à Charlotte, Caroline du Nord. Bien qu'elle soit une route auxiliaire de la US 21, elle ne la rencontre ni elle ni aucune autres des routes auxiliaires de la US 21 (US 221, US 321, US 421). À l'origine, elle a déjà rencontré la US 21 à Pineville, Caroline du Nord, mais plusieurs changements l'ont amenée à prendre fin quelques miles au sud de la US 21.

## Description du tracé

### Caroline du Sud
La US 521 débute dans la ville de Georgetown à l'intersection avec la US 17. Elle traverse la ville vers le nord-ouest pour ensuite atteindre Andrews, Greeleyville et Manning. Elle y forme un court multiplex avec la US 301 avant de poursuivre vers le nord-ouest. Elle passe par Sumter, Rembert et Camden. À Camden, elle rejoint la US 601 et les routes prennent la direction nord. À Kershaw, le multiplex prend fin et la US 521 reprend la direction nord-ouest. Elle passe par Heath Springs, Lancaster, et Indian Land, à la frontière de la Caroline du Nord.

### Caroline du Nord
La US 521 entre en Caroline du Nord dans le sud de Charlotte. Elle parcourt 3,80 miles (6,10 km) dans la ville avant de rencontrer l'I-485 et d'y prendre fin.

## Intersections majeures
Caroline du Sud
 US 17 à Georgetown
 US 52 près de Greeleyville
 US 301 à Manning. Les routes forment un multiplex dans la ville.
 I-95 près de Manning
 US 15 à Sumter
 US 378 à Sumter
 I-20 à Camden
 US 1 / US 601 à Camden. La US 521 / US 601 forment un multiplex jusqu'à Kershaw.
Caroline du Nord
 I-485 à Charlotte